# Holyhead Maritime Museum
Holyhead Maritime Museum (walisisk: Amgueddfa Forwrol Caergybi) er et søfartsmuseum, der ligger i Holyhead, North Wales.
Det er indrettet i, hvad der bliver påstået at være den ældste redningsbådsstation i Wales (opført ca. 1858), og museet indeholder en række forskellige samlinger med relation til søfart, Holyhead og Anglesey.